# Balabușîni Verbî, Hlobîne
Balabușîni Verbî (în ucraineană Балабушині Верби) este un sat în comuna Pustoviitove din raionul Hlobîne, regiunea Poltava, Ucraina.

## Demografie
Componența lingvistică a localității Balabușîni Verbî
     Ucraineană (91,28%)
     Rusă (6,88%)
     Alte limbi (1,84%)
Conform recensământului din 2001, majoritatea populației localității Balabușîni Verbî era vorbitoare de ucraineană (91,28%), existând în minoritate și vorbitori de rusă (6,88%).